# Mayumi Ozaki
Mayumi Ozaki (en japonés: (尾崎 魔弓, Ozaki Mayumi) (Kawaguchi, 28 de octubre de 1968) es una luchadora profesional japonesa que compite para la promoción Oz Academy.

## Carrera profesional
Ozaki debutó en un combate por equipos en agosto de 1986. En su carrera, ostentó los títulos tag de la WWWA con Dynamite Kansai desde el 11 de abril de 1993 hasta el 6 de diciembre de 1993 (ambos ganaron y perdieron ante Manami Toyota y Toshiyo Yamada de All Japan Women's Pro-Wrestling, seleccionados para el "Wrestling Observer Newsletter's Match of the Year for 1993". Se volvieron a enfrentar en abril de 1993 y ganaron en el Dreamslam II (y con ello los títulos); la primera vez que un combate femenino ganaba el premio. 
Su último combate fue en la final de St. Battle en diciembre. (AJW). También ostentó los títulos UWA Junior y JWP Junior entre 1988 y 1991, y formó equipo con Cutie Suzuki y Hikari Fukuoka para ganar los JWP Tag Titles varias veces entre 1992 y 1995. Ocupó el AAAW Tag Team Championship con Aja Kong, venciendo a Sugar Sato y Chikayo Nagashima de GAEA el 23 de agosto de 1998 en Tokio.
En 1995 Ozaki compitió en el evento World War 3 on pay-per-view, donde hizo equipo con Cutie Suzuki contra Bull Nakano y Akira Hokuto donde perdieron. También compitieron contra el mismo equipo la noche siguiente en WCW Monday Nitro, donde también perdieron.
Hasta hace poco, Ozaki solía luchar en el JWP Joshi Puroresu, pero también era la líder de su propio stable heel llamado Oz Academy, que actuaba como freelance en otras promociones femeninas de Japón, como AJW y GAEA. En 1998, Ozaki se convirtió en una auténtica agente libre y comenzó a promocionar sus propios espectáculos con sus luchadoras de la Oz Academy, buscando un hueco en la fragmentada escena del puroresu femenino. Ozaki dejó su huella sobre todo en los combates de equipos femeninos, ya que compitió en cuatro combates que se encuentran entre los mejores de la historia de la lucha femenina por equipos, habiendo obtenido una calificación de 5 estrellas en cada uno de ellos por el Wrestling Observer Newsletter.
En diciembre de 2011, Ozaki participó en el fin de semana JoshiMania de la promoción estadounidense Chikara, formando equipo con Mio Shirai en un esfuerzo perdedor contra el equipo de Cherry y Ayako Hamada en la primera noche del 2 de diciembre. Al día siguiente, Ozaki derrotó a Shirai en un combate individual. En la tercera y última noche de la gira, Ozaki derrotó a Kaori Yoneyama en otro combate individual.

## Campeonatos y logros
- All Japan Women's Pro-Wrestling
  - WWWA World Tag Team Championship (1 vez) - con Dynamite Kansai[10]
- Gaea Japan
  - AAAW Single Championship (1 vez)
  - AAAW Tag Team Championship (3 veces)[11] - con Aja Kong (1), Akira Hokuto (1) y Kaoru (1)
  - Gaora Cup (2001)
  - Tag Team Tournament (2001) - con Kaoru
- Japan Women's Pro Wrestling
  - JWP Junior Championship (3 veces)[12]
  - UWA Junior Championship (1 vez)[12]
- JWP Joshi Puroresu
  - JWP Openweight Championship (1 vez)
  - JWP Tag Team Championship (3 veces) - con Cutie Suzuki (2)[4] y Hikari Fukuoka (1)
- Oz Academy
  - Oz Academy Openweight Championship (3 veces)
  - Oz Academy Tag Team Championship (6 veces) - con Kaoru (2), Yumi Ohka (1), Kyusei Sakura Hirota (1), Mio Shirai (1) y Maya Yukihi (1)
  - Best Bout Award (2013) vs. Chikayo Nagashima el 15 de septiembre[13]
  - Best Singles Match Award (2010) vs. Kaoru el 22 de agosto[14]
  - Best Singles Match Award (2011) vs. Aja Kong el 10 de abril[15]
  - MVP Award (2011)[15]
- Pro Wrestling Wave
  - Catch the Wave Best Performance Award (2016)[16]
- Wrestling Observer Newsletter
  - Match of the Year (1993) con Dynamite Kansai vs. Manami Toyota y Toshiyo Yamada el 11 de abril[4]